# 薬袋善郎
薬袋 善郎（みない よしろう）は、日本の予備校講師・実業家。

## 経歴
- 1980年 東京大学法学部卒業
- 1982年 - 1999年 駿台予備学校講師を務め、TIMEやNEWSWEEKを教材にした先駆的授業を展開した。
- 1999年 - 2005年 代々木ゼミナール英語科講師を務めた。代ゼミ移籍直後もTIMEを使用した講座を開催したが、版権料の問題から終了した。一方で、社会人向け英語教本を精力的に執筆し、大学生・社会人対象のセミナーなど自らが主宰するメープルファーム出版部を通して開催する[要出典]。
- 2006年3月号『蛍雪時代』へ寄稿した[要出典]。

## 著書
- 『英語構文のオリエンテーション（駿台受験シリーズ）』（駿台文庫、1995.12）
- 『英語リーディングの秘密』（研究社出版、1996.10）
- 『英語リーディングの真実 続・英語リーディングの秘密』（研究社出版、1997.08）
- 『センター試験対策 薬袋の英語対話問題集（駿台受験シリーズ）』（駿台文庫、1997.10）
- 『TIMEを読むための10のステップ（研究社ブックス get it）』（研究社出版、1999.11）
- 『基本からわかる 英語リーディング教本』（研究社出版、2000.04）
- 『TOEICテストスーパートレーニング 基礎文法編』（研究社出版、2000.05）
- 『思考力をみがく 英文精読講義』（研究社、2002.11）
- 『学校で教えてくれない英文法 英語を正しく理解するための55のヒント』（研究社、2003.07）
- 『薬袋式英単語暗記法 かならず覚えられる』（研究社、2004.11）
- 『ゼロからわかる 英語ベーシック教本』（研究社、2006.03）
- 『英語で読む! 日本の歴史を決めた公文書』（東京書籍、2006.08）
- 『英語リーディングの探究』（研究社、2010.08）
- 『「本当」の基本を理解する 英語リーディングパズル』（東京書籍、2011.03）
- 『基本から鍛える 英語リーディング教本ドリル』（研究社、2014.04）
- 『英語リーディング教本 & 英語リーディング教本ドリル セット』（研究社、2014.05）
- 『英語リーディングの奥義』（研究社、2019.04）
- 『ミル『自由論』原書精読への序説』（研究社、2020.03）
- 『基本文法から学ぶ 英語リーディング教本』（研究社、2021.11）
- 『基本文法から学ぶ 英語リーディング教本 徹底反復練習』（研究社、2023.02）
- 『基本文法から学ぶ 英語リーディング教本 実践演習』（研究社、2023.06）
- 『TOEIC© L&Rテストリーディング精読講義』（アスク出版、2023.07）
- 『ミル『自由論』原書精読2 行動制限の原理』（研究社、2024.06）
- 『英語リーディングへの招待 モームの短編を原文で愉しむ』（研究社、2024.08）

### 編著
- 『名文で養う英語精読力』森永弘司〔企画・編集協力〕（研究社、2009.10）

### 解説
- 『江川泰一郎 英文法の基礎』江川泰一郎〔著〕（研究社、2014.03）

### 責任編集
- 『めざせ! 英語偏差値55+（偏差値UPシリーズ）』林千恵子・寺尾政晃・中元俊成〔著〕（ぴいぷる社、1997.08）

## 教材
- 『ハイパーレクチャー 英語構文の徹底講義 全10巻（VHS版）』（日本ビクター）
- 『ハイパーレクチャー 英語構文の徹底講義 全5巻（DVD版）』（日本ビクター、2006）
- 『英語構文のエッセンス Stage-1、2、3（カセットブック・シリーズ）』（メープルファーム出版部、1994.10）
- 『英語構文のエッセンス Stage-1、2、3（CDブック・シリーズ）』（メープルファーム出版部）
- 『Frame of Reference Stage-1（DVDブック・シリーズ）』（メープルファーム出版部）
- 『英語基礎講座』（メープルファーム出版部、2019.11）
- 『F.o.R.講座 Stage-0、1、2、3』（メープルファーム出版部、2019.11）[注釈 1]
- 『英文法基礎講座 Stage-1、2、3』（メープルファーム出版部、2020.03）[注釈 2]